# Slag bij Kaap Matapan
De Slag van Kaap Matapan, ook wel Slag van Gaudo genoemd, was een zeeslag die van 27 tot 29 maart 1941 werd uitgevochten tussen de Britse Royal Navy en de Italiaanse Regia Marina. De Britse Middellandse Zeevloot werd geleid door admiraal Andrew Cunningham. De Italiaanse bevelhebber was admiraal Angelo Iachino.

## Inleiding
Met het oog op de Italiaans-Duitse aanval op koninkrijk Griekenland drongen de Duitsers tijdens de Conferentie van Merano bij de Italianen aan op een meer agressieve rol op zee. Daarop planden de Italianen een operatie om de Britse koopvaardijschepen tussen Egypte en Griekenland aan te vallen. Het grootste probleem zou zijn dat de Regia Marina in wateren zou opereren waar de Britten volledige luchtondersteuning hadden. Verrassing was dan ook de belangrijke factor voor deze operatie.
Zodra de plannen meer vorm begonnen aan te nemen werden de Britten gewaarschuwd door het verhoogde gebruik van radioboodschappen bij de Italiaanse marine. Dankzij Ultra konden de Britten de Enigma-berichten van de Regia Marina decoderen. Het was voor de Britten niet moeilijk om vast te stellen dat de koopvaardijschepen naar Griekenland weleens een doelwit kon zijn. Een uitgezonden verkenningsvliegtuig merkte een Italiaans vlooteskader op, dat bestond uit een slagschip, zes zware kruisers twee lichte kruisers, geëscorteerd door 17 torpedobootjagers. De Britse Middellandse Zeevloot verliet die avond onopgemerkt de haven.
Ondertussen waren de Italianen, door Duitse beweringen dat de Luftwaffe twee Britse slagschepen tot zinken had gebracht, ervan overtuigd dat de Britten nog één slagschip hadden in plaats van drie. Verder waren ze ook niet op de hoogte dat het beschadigde vliegdekschip de HMS Illustrious vervangen was door de HMS Formidable.

## De zeeslag

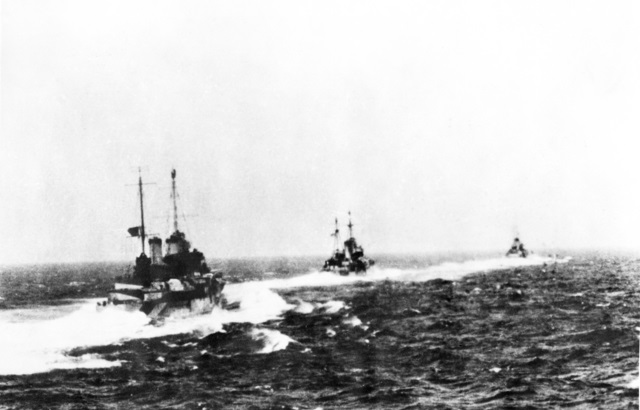
De kruisers Perth, Ajax en Orion tijdens de slag

Op 27 maart werd een kruisergroep, bestaand uit de kruisers Orion, Ajax, Gloucester en de Australische HMAS Perth met escorterende torpedobootjagers en onder bevel van viceadmiraal Henry Pridham-Wippell vanuit de Griekse haven Piraeus naar een positie ten zuiden van Kreta gezonden om daar contact te maken met de drie slagschepen en het vliegdekschip van Cunningham.
Pas op 28 maart, rond 07.55 uur maakten beide vloten met elkaar contact. De kruisers van Pridham-Wippell ontmoetten de Italiaanse Trento-groep. De Italianen bevonden zich achter de Britten en zetten direct de achtervolging in. Om 08.12 openden de Italianen het vuur. Het Italiaanse vuur was niet accuraat door een slechte plaatsing van de kanonnen in hun geschuttorens. Na een uur braken de Italianen de achtervolging af en keerden terug naar de rest van de Italiaanse vloot. De Britse kruisers draaiden weer om en begonnen de Italianen te schaduwen. Om 10.55 kwamen de Italiaanse kruisers in contact met hun slagschip Vittorio Veneto. Opnieuw gingen de Italianen tot de aanval over, onwetend dat de Britse slagschepen nog maar 90 mijl verwijderd waren, maar de Britse kruisers keerden weer om. Een luchtaanval van de vliegtuigen van HMS Formidable leidde ertoe dat de Italianen het gevecht moesten afbreken. Omdat de verrassing verdwenen was, besloot Iachino om terug te keren.

## Luchtaanvallen

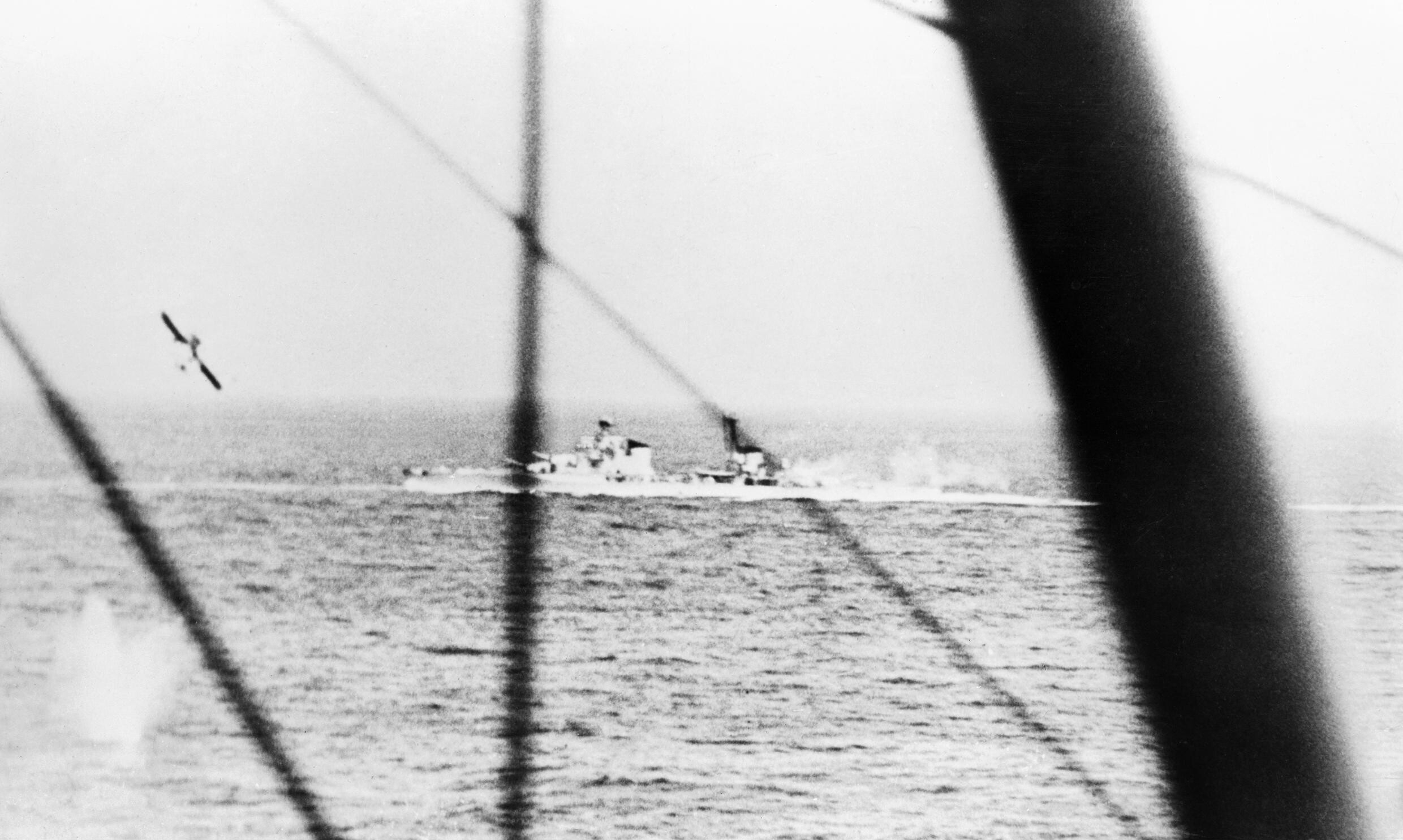
Een Brits vliegtuig lost een torpedo

Nu de Italianen terugkeerden besefte Cunningham dat hij hen nooit meer kon inhalen. Op de één of andere manier moest hij de Italianen zien te vertragen. Cunningham besloot om zijn luchtmacht in te zetten. Rond 15.00 kregen de Italianen een tweede luchtaanval te verwerken. Het slagschip Vittorio Veneto werd getroffen aan de schroeven en er stroomde ongeveer 4.000 ton water in. Het schip stopte en pas om 16.42 konden de motoren aan stuurboord weer worden gestart. De Italiaanse vloot was weer onderweg maar de snelheid bedroeg nu maar 19 knopen. De luchtaanval had de Italianen vertraagd en dit gaf de Britten de kans om de afstand te verkleinen.
Een derde luchtaanval vond plaats nabij zonsondergang en werd uitgevoerd door twee squadrons van HMS Formidable en één squadron opererend van Kreta. De kruiser Pola werd getroffen door een torpedo en kwam stil te liggen. Iachino was zich er nog altijd niet van bewust dat de Britse slagschepen op zee waren en besloot de zware kruisers Zara en Fiume eropuit te sturen om de Pola naar Italië terug te slepen. De rest van de Italiaanse schepen voer verder naar Italië.

## Nachtgevecht
Kort na 22.00 kregen de Britten de Italiaanse kruisers op hun radar en konden naderen zonder gedetecteerd te worden. De Italiaanse schepen hadden geen nachtgevecht verwacht en daarom waren de kanonnen onbemand. De Italianen hadden ook geen radar en konden daardoor de Britten niet detecteren. De drie Britse slagschepen, Barham, Valiant en Warspite onder kapitein Herbert Annesley Packer, openden het vuur vanaf 3.500 meter terwijl de escorterende torpedobootjagers de Italiaanse doelen zichtbaar maakten met hun zoeklichten. In enkele minuten tijd waren de Zara en de Fiume enkel nog brandende wrakken.
Twee Italiaanse torpedobootjagers, de Alfieri en de Carducci, werden ook tot zinken gebracht. De Gioberti en de Oriani konden ontkomen maar de laatste liep zware schade op. Alleen de Alfieri slaagde erin om in actie te komen. Ze vuurde enkele torpedo's af maar deze misten hun doelen. De Pola werd uiteindelijk in de ochtend getorpedeerd en tot zinken gebracht door de torpedobootjagers HMS Jervis en HMS Nubian.
Toen de Britten bezig waren met de Italiaans overlevenden uit het water te halen verscheen de Luftwaffe op het strijdtoneel en viel de Britse schepen aan. Cunningham besloot om het gebied te verlaten maar zond eerst open over de radio de positie van de overlevenden door naar Rome. De Italianen lieten weten dat het hospitaalschip Gradisca onderweg was naar het gebied.
De Italianen verloren 2.303 man, drie zware kruisers en twee torpedobootjagers in deze slag. De Britten verloren slechts één torpedobommenwerper.